# Lijst van gemeentelijke monumenten in Assen (gemeente)
De gemeente Assen kent 206 gemeentelijke monumenten. Hieronder een overzicht. 

## Assen
De plaats Assen kent 190 gemeentelijke monumenten, zie de lijst van gemeentelijke monumenten in Assen (plaats).

## Loon
De plaats Loon kent 7 gemeentelijke monumenten:
| Object                       | Bouwjaar               | Architect | Locatie      | Coördinaten                  | Nr.            | Afbeelding        |
| ---------------------------- | ---------------------- | --------- | ------------ | ---------------------------- | -------------- | ----------------- |
| Boerderij                    | 1830, verbouwd in 1872 |           | Asserweg 3   | 53° 0' 42" NB, 6° 36' 37" OL | 0114/wikinr191 | Meer afbeeldingen |
|                              |                        |           | Asserweg 8   | 53° 0' 42" NB, 6° 36' 40" OL | 0114/wikinr192 | Meer afbeeldingen |
| Transformatorhuisje op brink |                        |           | Asserweg 10  | 53° 0' 43" NB, 6° 36' 39" OL | 0114/wikinr193 | Meer afbeeldingen |
|                              |                        |           | Balloërweg 1 | 53° 0' 47" NB, 6° 36' 44" OL | 0114/wikinr194 | Meer afbeeldingen |
|                              |                        |           | Markeweg 8   | 53° 0' 42" NB, 6° 36' 47" OL | 0114/wikinr195 |                   |
|                              |                        |           | Marsdijk 18  | 53° 0' 44" NB, 6° 36' 9" OL  | 0114/wikinr196 | Meer afbeeldingen |
|                              |                        |           | Peeloërweg 4 | 53° 0' 48" NB, 6° 36' 38" OL | 0114/wikinr197 | Meer afbeeldingen |

## Rhee
De plaats Rhee kent 2 gemeentelijke monumenten:
| Object                                                                  | Bouwjaar   | Architect | Locatie                | Coördinaten                  | Nr.            | Afbeelding                                                              |
| ----------------------------------------------------------------------- | ---------- | --------- | ---------------------- | ---------------------------- | -------------- | ----------------------------------------------------------------------- |
| Picardthoeve, hallehuisboerderij met krimp                              | 19de-eeuws |           | Dr. Johan Picardtweg 6 | 53° 1' 57" NB, 6° 33' 59" OL | 0114/wikinr198 | Picardthoeve, hallehuisboerderij met krimp                              |
| Dove Tönnis, een grenssteen tussen de marken van Taarlo, Zeijen en Loon |            |           | Messchenweg bij 1      |                              | 0114/wikinr199 | Dove Tönnis, een grenssteen tussen de marken van Taarlo, Zeijen en Loon |

## Ubbena
De plaats Ubbena kent 4 gemeentelijke monumenten:
| Object | Bouwjaar | Architect | Locatie       | Coördinaten                  | Nr.            | Afbeelding |
| ------ | -------- | --------- | ------------- | ---------------------------- | -------------- | ---------- |
|        |          |           | Heidenheim 4  | 53° 3' 36" NB, 6° 36' 8" OL  | 0114/wikinr200 |            |
|        |          |           | Heidenheim 5  | 53° 3' 35" NB, 6° 36' 7" OL  | 0114/wikinr201 |            |
|        |          |           | Heidenheim 9  | 53° 3' 28" NB, 6° 36' 15" OL | 0114/wikinr202 |            |
|        |          |           | Heidenheim 10 | 53° 3' 34" NB, 6° 36' 11" OL | 0114/wikinr203 |            |

## Witten
De plaats Witten kent 1 gemeentelijk monument:
| Object              | Bouwjaar                             | Architect | Locatie       | Coördinaten                   | Nr.            | Afbeelding        |
| ------------------- | ------------------------------------ | --------- | ------------- | ----------------------------- | -------------- | ----------------- |
| Hallenhuisboerderij | In de kern mogelijk midden-18de-eeuw |           | Witterhaar 13 | 52° 58' 48" NB, 6° 31' 10" OL | 0114/wikinr204 | Meer afbeeldingen |

## Zeijerveld
De plaats Zeijerveld kent 2 gemeentelijke monumenten:
| Object        | Bouwjaar | Architect | Locatie           | Coördinaten                  | Nr.            | Afbeelding    |
| ------------- | -------- | --------- | ----------------- | ---------------------------- | -------------- | ------------- |
| Woonboerderij |          |           | Binnenweg 1       | 53° 1' 39" NB, 6° 31' 17" OL | 0114/wikinr205 | Woonboerderij |
| Lebbestaok    |          |           | bij Vorenkampsweg | 53° 2' 18" NB, 6° 29' 60" OL | 0114/wikinr206 | Lebbestaok    |

Assen ·
Emmen ·
Meppel ·
Westerveld